# Старий Ляс (Поморське воєводство)
Старий Ляс (пол. Stary Las, нім. Alt Busch) — село в Польщі, у гміні Староґард-Гданський Староґардського повіту Поморського воєводства.
Населення — 56 осіб (2011).
У 1975-1998 роках село належало до Гданського воєводства.

## Демографія
Демографічна структура станом на 31 березня 2011 року:
|          | Загалом | Допрацездатний вік | Працездатний вік | Постпрацездатний вік |
| -------- | ------- | ------------------ | ---------------- | -------------------- |
| Чоловіки | 27      | 6                  | 20               | 1                    |
| Жінки    | 29      | 8                  | 17               | 4                    |
| Разом    | 56      | 14                 | 37               | 5                    |